# Gabriel von Eyb

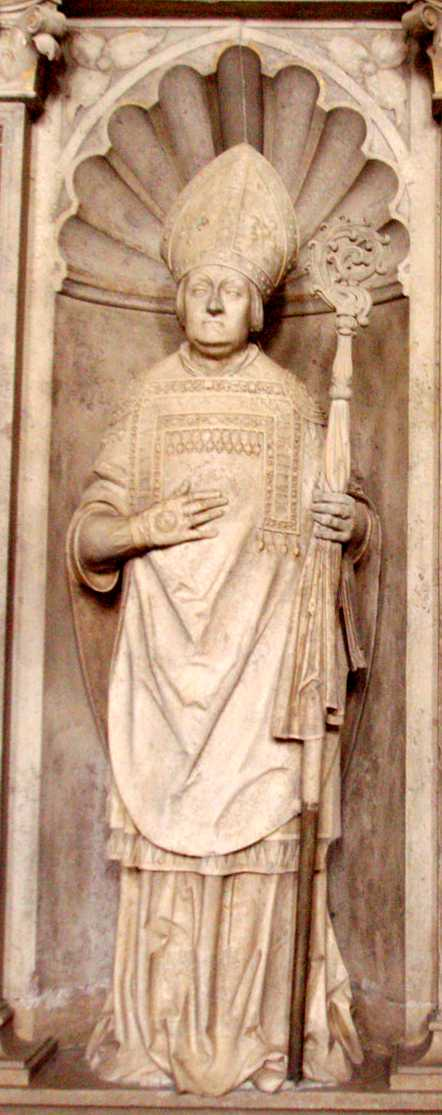
Monumento mortuorio del príncipe obispo de Eichstätt Gabriel von Eyb en la catedral de Eichstätter

Gabriel von Eyb (Arberg, 29 de septiembre de 1455-Eichstätt, 1 de diciembre de 1535) fue el 52 obispo diocesano durante la Reforma y Príncipe de Eichstätt. Fue el primer obispo alemán en publicar la bula papal que amenazaba a Martín Lutero y a otros reformadores.
- Datos: Q1489866
- Multimedia: Gabriel von Eyb / Q1489866